# مهرجان ألباكركي الدولي لمناطيد الهواء

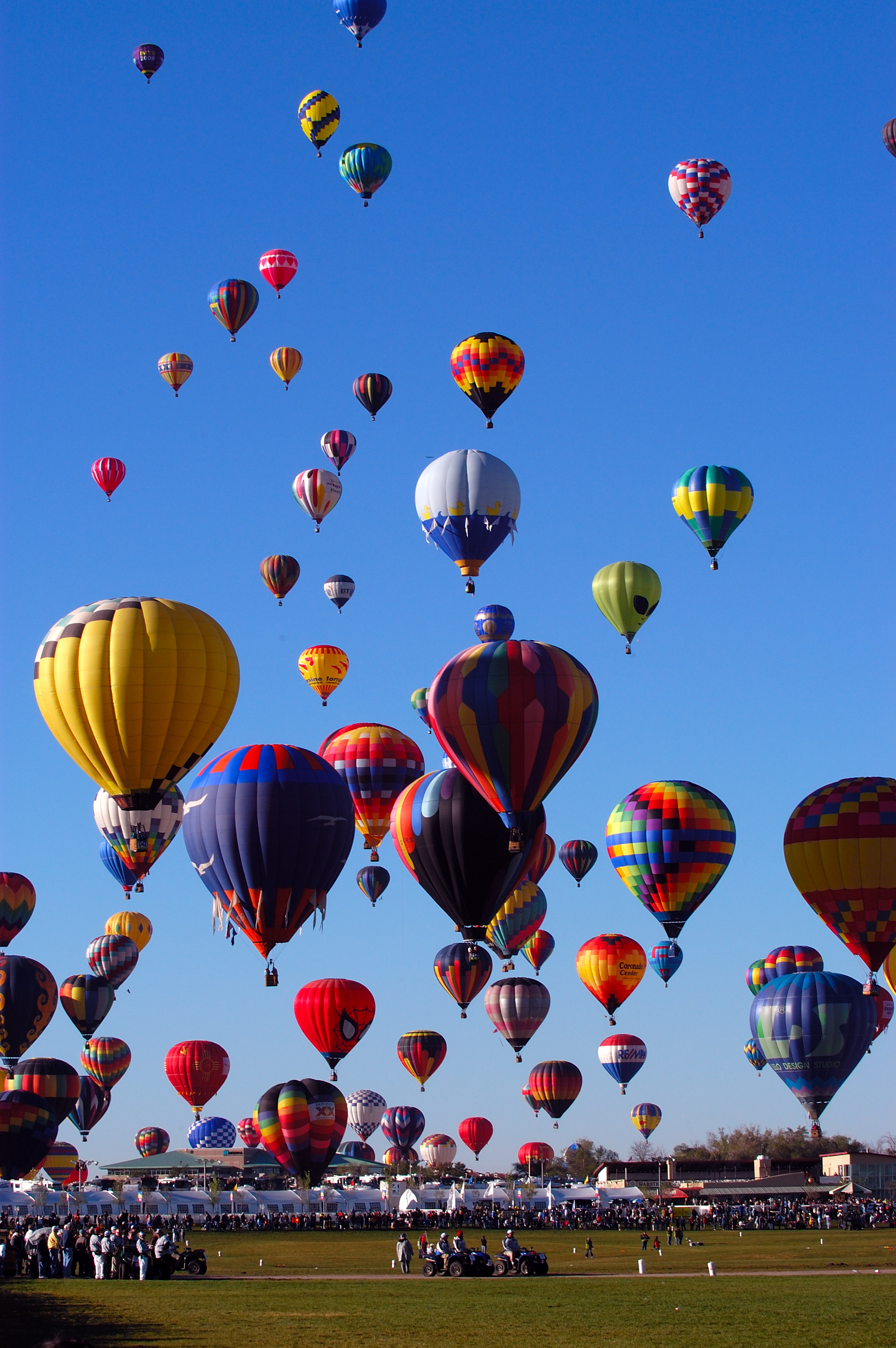
مهرجان عام 2006.

مهرجان ألباكركي الدولي لمناطيد الهواء هو مهرجان سنوي لمناطيد الهواء يقام في ألباكركي،نيومكسيكو خلال شهر أكتوبر ويقام لمدة 9 أيام ويشارك فيه أكثر من 500 منطاد كل عام وذلك بعيداً عن بداياته المتواضعة التي كانت تضم 13 بالونًا فقط في عام 1972.